# Municipio Andrés Bello (Miranda)
El Municipio Andrés Bello es uno de los 21 municipios del Estado Miranda en la parte este costera, en el centro norte de Venezuela, su capital es la ciudad de San José de Barlovento, posee 2 parroquias, Cumbo y San José de Barlovento.
Tiene una población de 23 127 habitantes y una superficie de 114 km² lo que significa una densidad de 176,5 pobladores por km², lleva ese nombre en honor al escritor caraqueño Andrés Bello.
Siendo en sus orígenes parte del Municipio Páez del estado Miranda (Río Chico), en 1900 consiguió su constitución como pueblo y en 1982, por medio de un decreto presidencial publicado en Gaceta Oficial, logra su autonomía municipal.

## Parroquias
1. Parroquia San José de Barlovento
2. Parroquia Cumbo

### San José de Barlovento
San José de Barlovento es una localidad venezolana, capital del municipio Andrés Bello, en el estado Miranda. Su fundación se remonta al año 1846, cuando tres inmigrantes españoles —José Imas, Román Imas (hermanos) y su tío Pedro Oderiz— se establecieron a orillas del camino real que conectaba la zona con la población vecina de Río Chico.
Este asentamiento inicial, enclavado en la región de Barlovento, dio origen a una comunidad que con el tiempo se consolidó como un centro poblado de importancia local, enmarcado en la dinámica histórica de colonización interior y expansión agraria del siglo xix venezolano.

### Población
Para el año 2001 la población del municipio Andrés Bello estaba estimada en 28 991. Es el sexto municipio con los menores índices de pobreza del estado Miranda y el primero en la subregión de Barlovento con 16,3 % según el censo de 2011.

### Transporte
El municipio cuenta con una importante red de vías asfaltadas siendo su principal arteria vial la avenida Intercomunal San José de Barlovento-Río Chico que lo comunica con la ciudad de Río Chico. Su calle principal es la calle Bolívar.

### Elecciones municipales 2013
Para las elecciones municipales del 2013 las primarias dentro de las filas del PSUV eligieron al Prof. Wilson Dagger, el cual resultó ganador y electo como alcalde para el período 2013-2017. Lo cual éste generó cierto descontento en la población Andres Bellista por su pésima gestión en su período de Alcalde. En sustitución del anterior alcalde y perteneciente al mismo partido, Álbaro Ramón Hidalgo, el cual, en su última elección (2008) ganó la reelección con 5.473 en 2008, siendo la población electoral de este municipio de 15.904; la oposición, a su vez, por medio de primarias eligió para las elecciones electorales del 2013 a su candidato Julián Torrealba para optar por la candidatura opositora.

## Política y Gobierno

### Alcaldes
| Período                            | Alcalde electo        | Partido político / Alianza | % de votos | Notas |
| ---------------------------------- | --------------------- | -------------------------- | ---------- | --- |
| 1989 - 1992                        | Alfredo Rengifo       | AD                         | 45,75      | Primer alcalde bajo elecciones directas |
| 1992 - 1995                        | Alfredo Rengifo       | AD                         | 36,44      | Reelecto |
| 1995 - 2000                        | Modesto Ruíz Espinoza | MAS                        | -          | Segundo alcalde bajo elecciones directas (se realizaron elecciones generales adelantadas en el 2000 debido a la aprobación de la Constitución de 1999) |
| 2000 - 2004                        | Emilio Peña Castro    | COPEI                      | 39,59      | Tercer alcalde bajo elecciones directas |
| 2004 - 2008                        | Álvaro Ramón Hidalgo  | PPT                        | 50,07      | Cuarto alcalde bajo elecciones directas |
| 2008 - 2013                        | Álvaro Ramón Hidalgo  | PSUV                       | 59,88      | Reelecto |
| 2013 - 2017                        | Wilson Dagger         | PSUV                       | 58,48      | Quinto alcalde bajo elecciones directas |
| 2017 - 2021                        | Álvaro Ramón Hidalgo  | PSUV                       | 89,23      | Sexto alcalde bajo elecciones directas |
| 2021 - 2025                        | David Sojo            | PSUV                       | 48,17      | Séptimo alcalde bajo elecciones directas |
| Fuente: Consejo Nacional Electoral |                       |                            |            | |

### Concejo municipal
Período 2021 - 2025
| Concejales       | Partido político / Alianza |
| ---------------- | -------------------------- |
| Martha Hernández | PSUV                       |
| Cesar León       | PSUV                       |
| Luis Hernández   | PSUV                       |
| Enmanuel Machado | PSUV                       |
| Orlando Sosa     | PSUV                       |
| Lilia Reyes      | FV                         |
| Freddy Rondón    | FV                         |